# Tobias Stenkjær
Tobias Stenkjær er en dansk singer-songwriter. I en alder af 17 år udgav han sit debutalbum Toby under samme navn i 2001. Albummet indeholdt bl.a. singlerne "Loony", "Wake Up", og "I Wish", hvor især sidstnævnte blev et hit.
I 2008 udsendte han albummet Blissfully Unaware der vandt Årets danske country album ved Danish Music Awards Folk.
Tobias Stenkjær har skrevet sange til Ida (X Factor), Rasmus Thude, og Bryan Rice.
Han blev student fra Viborg Amtsgymnasium i 2003. Han har en en bachelorgrad i engelsk og retorik fra Københavns Universitet (2014).

## Diskografi

### Album
- Toby (2001) (som Toby)
- Blissfully Unaware (2008)

### EP'er
- Changing (2012)